# Michael Linden-Vørnle
Michael Joseph Deigaard Linden-Vørnle, (født 27. marts 1968 i Vejle), studentereksamen ved Rødkilde Gymnasium og derefter uddannet cand.scient. og ph.d. i astrofysik fra Niels Bohr Institutet.

## Arbejde og faglige interesser
Michael Linden-Vørnle har siden 2013 arbejdet som astrofysiker og chefkonsulent ved Institut for Rumforskning og -teknologi ved Danmarks Tekniske Universitet (DTU Space). Her arbejder han netop nu på opbygningen af et tværfagligt forskningscenter på DTU Space med fokus på rumsikkerhed (Space Safety). Rumsikkerhed handler grundlæggende set om at forstå, følge og håndtere trusler fra rummet så som effekterne af udbrud på Solen (rumvejr), asteroider og kometer, der kan ramme Jorden samt menneskeskabte objekter i rummet – herunder rumskrot.
Han arbejder også med, hvordan satellitter og droner kan anvendes til bedre overvågning og kommunikation i Arktis og han er leder af DTU Space DroneCenter, der koordinerer og faciliterer forskning i og anvendelse af droner og droneteknologi samt udvikling af autonom infrastruktur.
Desuden har i mange år været tilknyttet den europæiske satellitmission Planck, der fra 2009 til 2012 lavede de hidtil mest detaljerede kort over eftergløden fra universets fødsel - det såkaldte Big Bang. En anden væsentlig interesse er eftersøgningen af liv i universet. Særligt mulig kontakt med intelligente civilisationer er i fokus. Hertil kommer innovativ udvikling og anvendelse af rumteknologi – ”New Space”.
Michaels interesse for rummet blev vakt den 18. april 1982, hvor han var blevet konfirmeret. En af gaverne var en stjernekikkert og da han denne aften ved et rent tilfælde så ringplaneten Saturn gennem teleskopet var hans rejse mod et liv med astrofysik og rumforskning begyndt!

## Formidling
Michael Linden-Vørnle er en meget aktiv formidler, der ofte holder offentlige foredrag  og jævnligt optræder i landsdækkende medier for at kommentere på nyheder vedrørende astronomi, rumforskning og rumfart. Han er forfatter til flere bøger og et utal af artikler.
I perioden fra 1999 til 2013 var han ansat som astrofysiker på Tycho Brahe Planetarium, hvor han var ansvarlig for Planetariets interne og eksterne formidling bl.a. gennem nyheder og artikler på nettet og i tidsskrifter, bøger, foredrag, produktion af stjerneforestillinger og udstillinger.
Siden 1993 har Michael også været ansat som observator ved Rundetaarns Observatorium, hvor han foreviser stjernehimlen for besøgende københavnere og turister.
To gange er Michaels indsats og evner som formidler blevet anerkendt med priser: Tycho Brahe Medaljen (2007) og Svend Bergsøe Fonds Formidlerpris (2011).

## Andre interesser
Michael Linden-Vørnle har gennem mange år interesseret sig for ufo-myten og har i en periode været frivillig i foreningen Skandinavisk UFO Information, der indsamler og undersøger beretninger om ufo-oplevelser. Michael har virket som rapportoptager og har i en periode været næstformand i foreningen.
Andre fritidsinteresser omfatter fotografi og tegning samt korsang som medlem af Studenter-Sangforeningen. De seneste mange års travlhed dog forhindret Michael i at være aktiv i koret.